# أوتاوا تشامبر
أوتاوا تشامبر هو مهرجان صيفي موسيقي تقيمة أوتاوا تشامبر، المعروف أيضاً باسم تشامبرفيست، في أوتاوا، أونتاريو، كندا.

## الفنانين المشاركين
في عام 1994، ظهرت فكرة مهرجان تشامبر الموسيقي في أوتاوا للتصدي لقلة الموسيقى الكلاسيكية الحية خلال أشهر الصيف وإحياء كنائس المدينة بأصوات رائعة. انطلق مهرجان أوتاوا تشامبر إلى الحياة كمهرجان أوتاوا تشامبر الموسيقي العالمي مع إقامة 22 حفلة موسيقية في كنيستين وحققت نجاحًا فوريًا. أراد المدير الفني والتنفيذي جوليان أرمور زيادة شعبية الموسيقى الكلاسيكية بين المواطنين. شهدت أوتاوا تشامبر نموًا مطردًا على مر السنين، في نسختها لعام 2011, حيث قدمت ما يقارب 100 حفلة موسيقية، وجذبت أكثر من 80 ألف مستمع، وهي أكبر مهرجان تشامبر موسيقي من نوعه في العالم.
رومان بوريس، عازف التشيلو غريفون تريو الحائز على جائزة جونو هو المدير الفني والتنفيذي لمعرض أوتاوا تشامبرفيست. ومن بين المستشارين الفنيين للمنظمة زملائه الأعضاء الثلاثيين، عازفة الكمان أنالي باتيباتاناكون وعازف البيانو جيمس باركر.
ومن بين أولئك الذين قدموا عروضهم في نسخة 2011 من المهرجان جان ليسيكي، وإيزابيل بيراكداريان، وسيمون دينرستين، ومارك أندريه هاملين، وجولي نسرالله، ويهوناتان بيريك، وأوركسترا المركز الوطني للفنون، مطربين سوينغل، (طاقم) نيكزس، الثلاثي مع بريو كوبنهاغن، الرباعية الوترية النيوزيلندية، قارعي الطبول TorQ و المزيد.
من بين الفنانين السابقين بول ميركيلو، وباتريك ويد، وجاي فوكيه، وموسيكا كاميراتا، وستيفان ليميلين، ورباعية بورودين سترينج، وثلاثي الفنون الجميلة، ورباعية طوكيو سترينج، مارتن بيفر، روباعية بينديريكي، بول ستيوارت، مارتن شاليفور، مونيكا ويشر، جنيفر سوارتز، جينو كويليكو، كوارتانغو، نيل جريب، ريتشارد ريموند، رباعية سانت لورانس، مايومي سيلر، كيلر كوارتيت، أداسكين سترينج تريو.

## الموسيقى
على الرغم من أن الحفلات الموسيقية هي في الأساس موسيقى كلاسيكية تقليدية، فقد تطور النطاق ليشمل موسيقى ملحنين موسيقى البوب والجاز وأيضًا موسيقى من دول غير أوروبية. تحتوي الحفلات الموسيقية في يوم عادي على عدة أنواع مختلفة من الموسيقى. بالنسبة لأوتاوا تشامبرفيست 2011، تنقسم العروض إلى عدة حفلات موسيقية.
- غرفة الدردشة - سلسلة محاضرات.
- موسيقى في الظهيرة - موسيقى في الغداء.
- موسيقى جديدة الآن - عرض غلاف الفنانين الجدد والناشئين.
- قابل الفنان - قابل العديد من الفنانين بصورة شخصية.
- إحضار الأطفال - عروض مجانية للأطفال. تفاعلية وممتعة.
- سلسلة الثالثة مساءً - عروض بعد الظهر.
- حفلات سيسكيند الموسيقية - عروض ليلية مخصصة لجيك سيسكيند, الناقد الموسيقي وراعي الفنون.
- أمسيات السوق - عروض مسائية مع التركيز على تجربة موسيقية حميمة.
- حفلات الفريسكو وحفلات حرب العصابات - حفلات موسيقية في الهواء الطلق مجانية في قاعة ريدو ومواقع أخرى غير معلنة.
- في وقت متأخر من الليل في كيلدير - تستضيفه كنيسة القديسة بريجيد (أوتاوا), وهي سلسلة ليلية تضم مجموعة متنوعة من فناني الأداء.
- سلسلة مهرجان غالا - 3 عروض رفيعة المستوى في كنيسة دومينيون تشالمرز المتحدة.

## أماكن الحفلات
أماكن الحفلات الموسيقية هي بشكل عام كنائس أو منشآت ثقافية في قلب مدينة أوتاوا. الأماكن المؤكدة لـ أوتاوا تشامبر لعام 2011 هي :
- كنيسة دومينيون تشالمرز المتحدة.
- قاعة ريدو.
- مقبرة خشب الزان.
- كنيسة القديسة بريجيد (أوتاوا).
- الكنيسة الأنجليكانية للقديس يوحنا الإنجيلي (أوتاوا).

في السنوات السابقة, كانت جامعة أوتاوا أيضًا مكانًا منتظمًا. كما استخدم المهرجان, في بعض الأحيان, قاعة ساوثام في المركز الوطني للفنون لإقامة حفلات موسيقية خاصة.

## نشاطات أخرى
بصرف النظر عن المهرجان الصيفي السنوي, يُنظم أوتاوا تشامبرفيست أيضًا أنشطة على مدار العام. تقام سلسلة الحفلات الموسيقية من الخريف إلى الربيع وتقدم ما يقرب من عشر حفلات موسيقية في الموسم الواحد. CEE: إشراك المجتمع والتعليم يشرك أفراد المجتمع من جميع الأعمار في مجموعة من التجارب الموسيقية المجانية.

## روابط خارجية
- مهرجانات أوتاوا
- أوتاوا